# Prawosławny patriarcha Jerozolimy

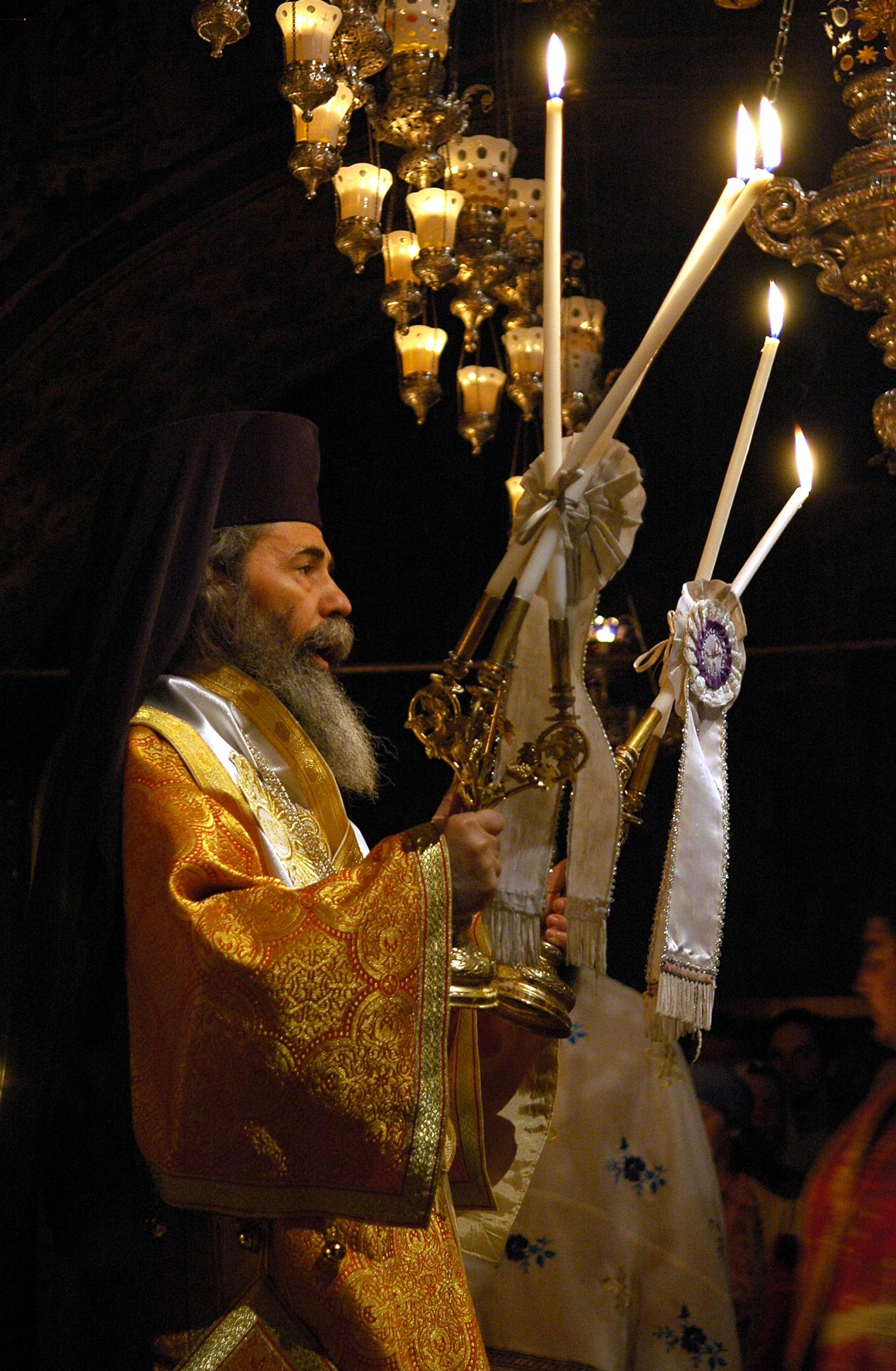
Teofil III

Prawosławny patriarcha Jerozolimy – jeden z patriarchów w Cerkwi prawosławnej, zwierzchnik prawosławnego Patriarchatu Jerozolimskiego.

## Biskupi Jerozolimy tradycjijudeochrześcijańskiej
Euzebiusz z Cezarei podaje, że do czasu oblężenia Żydów w Jerozolimie za panowania cesarza Hadriana nastąpiło po sobie kolejno 15 biskupów o rodowodzie hebrajskim. Wszyscy pochodzili z obrzezanych. Powstaje pytanie, dlaczego w tak krótkim czasie nastąpiło po sobie tylu biskupów. Niektórzy historycy proponują, by listę stworzoną przez Euzebiusza traktować jako wykaz prezbiterów (starszych) jerozolimskich, spośród których wybierano biskupa.
| Zwierzchnik             | Pontyfikat                         |
| 1. Jakub brat Pański    | 30/33 – 62                         |
| 2. Symeon I (Szymon)    | 70 – 99 (wg innych źródeł 106–107) |
| 3. Justus               | 99 – 111                           |
| 4. Zacheusz             | 111 – ?                            |
| 5. Tobiasz              | ?                                  |
| 6. Beniamin I           | ? – 117                            |
| 7. Jan I (Joachim?)     | 117 – ?                            |
| 8. Mateusz I            | ?                                  |
| 9. Filip (Beniamin II?) | ?                                  |
| 10. Seneka              | ?                                  |
| 11. Justus II           | ?                                  |
| 12. Lewi                | ?                                  |
| 13. Efrem I             | ?                                  |
| 14. Józef I             | ?                                  |
| 15. Juda (Judasz)       | ? – 134                            |

## Biskupi Jerozolimy narodowościrzymskiej
- Marek z Jerozolimy (134–?)
- Kasjan z Jerozolimy (?)
- Polibiusz z Jerozolimy (?)
- Maksym I z Jerozolimy (?)
- Julian I z Jerozolimy (?)
- Gajusz I z Jerozolimy (?)
- Symmach z Jerozolimy (?)
- Gajusz II z JerozolimyI (?–162)
- Julian II z Jerozolimy (162–?)
- Kapiton z Jerozolimy (?)
- Maksym II z Jerozolimy (?)
- Antonin z Jerozolimy (?)
- Walens z Jerozolimy (?)

## Biskupi Jerozolimy narodowościgreckiej
- Dolichian z Jerozolimy (?–185)
- Narcyz z Jerozolimy (185–?)
- Dios z Jerozolimy (?)
- Germanion z Jerozolimy (?)
- Gordius z Jerozolimy (?–211)
- Narcyz z Jerozolimy (ponownie) (?–231)
- Aleksander z Jerozolimy (231–249)
- Mazabanes z Jerozolimy (249–260)
- Hymenajos z Jerozolimy (260–276)
- Zabdas z Jerozolimy (276–283)
- Hermon z Jerozolimy(283–314)
- Makary I z Jerozolimy (314–333)
- Maksym III z Jerozolimy (333–348)
- Cyryl Jerozolimski (348–386)
- Jan II z Jerozolimy (386–417)
- Prauliusz z Jerozolimy (417–422)
- Juwenalis z Jerozolimy (422–451)

W 451 r. – wyniesienie do rangi patriarchy przez Sobór Chalcedoński

## Patriarchowie Jerozolimy do schizmy wschodniej
- Juwenalis z Jerozolimy (Juwanalios) (451–458)
- Anastazy I (patriarcha Jerozolimy) (Anastazjusz) (458–478)
- Martyriusz (patriarcha Jerozolimy) (478–486)
- Sallustiusz (patriarcha Jerozolimy) (486–493)
- Eliasz I (patriarcha Jerozolimy) (494–516)
- Jan III (patriarcha Jerozolimy) (516–523)
- Piotr I (patriarcha Jerozolimy) (524–552)
- Makary II (patriarcha Jerozolimy) (552, 564–575)
- Eustachy (patriarcha Jerozolimy) (Eustachiusz) (552–564)
- Jan IV (patriarcha Jerozolimy) (575–594)
- Amos (patriarcha Jerozolimy) (594–601)
- Izaak (patriarcha Jerozolimy) (Isaakiusz) (601–608)
- Zachariasz (patriarcha Jerozolimy) (609–632)
- Modest (patriarcha Jerozolimy) (Modestus) (632–634)
- Sofroniusz I (patriarcha Jerozolimy) (634–638)
- Pyrrus (patriarcha Jerozolimy) (?)
- Anastazy II (patriarcha Jerozolimy) (Anastazjusz) (?–706)
- Jan V (patriarcha Jerozolimy) (706–735)
- Teodor I (patriarcha Jerozolimy) (745–770)
- Eliasz II (patriarcha Jerozolimy) (770–797)
- Jerzy (patriarcha Jerozolimy) (797–807)
- Tomasz I (patriarcha Jerozolimy) (807–820)
- Bazyli (patriarcha Jerozolimy) (820–838)
- Jan VI (patriarcha Jerozolimy) (838–842)
- Sergiusz I (patriarcha Jerozolimy) (842–844)
- Salomon (patriarcha Jerozolimy) (Solomon) (855–860)
- Teodozjusz (patriarcha Jerozolimy) (862–878)
- Eliasz III (patriarcha Jerozolimy) (878–907)
- Sergiusz II (patriarcha Jerozolimy) (908–911)
- Leoncjusz (patriarcha Jerozolimy) (912–929)
- Atanazy I (patriarcha Jerozolimy) (Atanazjusz) (929–937)
- Chrystodolus I (patriarcha Jerozolimy) (ok. 937)
- Agaton (patriarcha Jerozolimy) (950–964)
- Jan VII (patriarcha Jerozolimy) (964–966)
- Chrystodulos II (patriarcha Jerozolimy) (966–969)
- Tomasz II (patriarcha Jerozolimy) (969–978)
- Józef II (patriarcha Jerozolimy) (980–983)
- Orestes (patriarcha Jerozolimy) (983–1005)
- Teofil I (patriarcha Jerozolimy) (Teofilus) (1012–1020)
- Nicefor I (patriarcha Jerozolimy) (Niceforus) (1020–?)
- Joannicjusz (patriarcha Jerozolimy) (po 1020 – przed 1084)

## Prawosławni Patriarchowie Jerozolimy
- Sofroniusz II (patriarcha Jerozolimy) (1040–1059)
- Eutymiusz I (patriarcha Jerozolimy) (?–1084)
- Symeon II (patriarcha Jerozolimy) (Szymon) (1084–1106)
- Sawa (patriarcha Jerozolimy) (1106–?)
- Jan VIII (patriarcha Jerozolimy) (po 1106– przed 1156)
- Mikołaj (patriarcha Jerozolimy) (?–1156)
- Jan IX (patriarcha Jerozolimy) (1156–1166)
- Nicefor II (patriarcha Jerozolimy) (Niceforus) (1166–1170)
- Leoncjusz II (patriarcha Jerozolimy) (1170–1190)
- Dosyteusz I (patriarcha Jerozolimy) (1191)
- Marek II (patriarcha Jerozolimy) (1191–?)
- Eutymiusz II (patriarcha Jerozolimy) (?–1223)
- Atanazy II (patriarcha Jerozolimy) (Atanazjusz) (1224–1236)
- Sofroniusz III (patriarcha Jerozolimy) (1236–?)
- Grzegorz I (patriarcha Jerozolimy) (?–1298)
- Tadeusz (patriarcha Jerozolimy) (1298)
- Atanazy III (patriarcha Jerozolimy) (Atanazjusz) (przed 1313– przed 1334)
- Grzegorz II (patriarcha Jerozolimy) (1332)
- Arseniusz (patriarcha Jerozolimy) (1334)
- Łazarz (patriarcha Jerozolimy) (Lazarus) (1334–1368)
- Doroteusz I (patriarcha Jerozolimy) (1376–1417)
- Teofil II (patriarcha Jerozolimy) (1417–1424)
- Teofan I (patriarcha Jerozolimy) (Teofanes) (1424–1431)
- Joachim (patriarcha Jerozolimy) (1431–1450)
- Teofan II (patriarcha Jerozolimy) (Teofanes) (1450–1452)
- Atanazy IV (patriarcha Jerozolimy) (Atanazjusz) (1452–1460)
- Jakub II (patriarcha Jerozolimy) (przed 1460)
- Abraham (patriarcha Jerozolimy) (1468)
- Grzegorz III (patriarcha Jerozolimy) (1468–1493)
- Marek III (patriarcha Jerozolimy) (1503)
- Doroteusz II (patriarcha Jerozolimy) (po 1506–1537)
- German (patriarcha Jerozolimy) (Germanus) (1537–1579)
- Sofroniusz IV (patriarcha Jerozolimy) (1579–1608)
- Teofan III (patriarcha Jerozolimy) (Teofanes) (1608–1644)
- Paisjusz (patriarcha Jerozolimy) (1645–1660)
- Nektariusz (patriarcha Jerozolimy) (1660–1669)
- Dosyteusz II (patriarcha Jerozolimy) (1669–1707)
- Chryzant (patriarcha Jerozolimy) (Chrystanthus) (1707–1731)
- Melecjusz (patriarcha Jerozolimy) (Meletios) (1731–1737)
- Parteniusz (patriarcha Jerozolimy) (1737–1766)
- Efrem II (patriarcha Jerozolimy) (1766–1770)
- Sofroniusz V (patriarcha Jerozolimy) (1770–1775)
- Abramios (patriarcha Jerozolimy) (1775–1787)
- Prokopiusz I (patriarcha Jerozolimy) (1787–1788)
- Antym (patriarcha Jerozolimy) (Antemus) (1788–1808)
- Polikarp (patriarcha Jerozolimy) (1808–1827)
- Atanazy V (patriarcha Jerozolimy) (Atanazjusz) (1827–1844)
- Cyryl II (patriarcha Jerozolimy) (1845–1872)
- Prokopiusz II (patriarcha Jerozolimy) (1873–1875)
- Hieroteusz (patriarcha Jerozolimy) (1875–1882)
- Nikodem (patriarcha Jerozolimy) (1883–1890)
- Gerazym (patriarcha Jerozolimy) (Gerasimos) (1891–1897)
- Damian (patriarcha Jerozolimy) (1897–1931)
- locum tenens (w latach 1931–1935)
- Tymoteusz (patriarcha Jerozolimy) (1935–1955)
- Benedykt (patriarcha Jerozolimy) (1957–1980)
- Diodor (patriarcha Jerozolimy) (1981–2000)
- Ireneusz (Skopelitis) (2001–2005)
- Teofil III (patriarcha Jerozolimy) (od 2005)

## Pozostałe patriarchaty Jerozolimskie
- łaciński patriarcha Jerozolimy
- ormiański patriarcha Jerozolimy
- melchicki patriarcha Jerozolimy